# Oberea laosensis
Oberea laosensis là một loài bọ cánh cứng trong họ Cerambycidae.